# Družiniće
Družiniće (cyr. Дружиниће) – wieś w Serbii, w okręgu zlatiborskim, w gminie Sjenica. W 2011 roku liczyła 10 mieszkańców.